# Don Caballero
Don Caballero é uma banda instrumental de math rock dos Estados Unidos. O grupo tirou seu nome do personagem Guy Caballero, interpretado por Joe Flaherty, no programa de comédia "Second City Television". Na paródia do filme The Godfather, Guy Caballero é chamado de "Don Caballero".